# Philipp Oehmke
Philipp Oehmke (* 1974) ist ein deutscher Journalist und Autor. Er ist Leiter des Kulturressorts beim Spiegel und Autor des Bestseller-Romans Schönwald.

## Leben
Philipp Oehmke studierte  Germanistik in Hamburg und ist Absolvent der Pulitzer School of Journalism der Columbia University in New York City. Er war Volontär bei der Zeitschrift Tempo und 2002 bis 2006 Redakteur beim Magazin der Süddeutschen Zeitung, wo er auch die 50-bändige Buchreihe SZ-Diskothek herausgab. 2006 wechselte er als Redakteur in das Kulturressort des Nachrichtenmagazins Der Spiegel. Von 2015 bis 2020 leitete Oehmke das New Yorker Büro des Nachrichtenmagazins. Inzwischen ist Oehmke Chef des Kulturressort des Spiegel.
Oehmke ist Autor der Biografie Am Anfang war der Lärm über die Rockband Die Toten Hosen. Das Buch erschien 2014 und stand mehrere Wochen in der Top Ten der Spiegel-Bestsellerliste. 2023 veröffentlichte Oehmke seinen Debütroman Schönwald, der ebenfalls die Spiegel-Bestsellerliste erreichte und für den Aspekte-Literaturpreis nominiert wurde.

## Bücher
- 1968 – Ein Jahr und seine 20 Songs. Süddeutsche Zeitung, München 2005, ISBN 978-3-86615-052-2.
- Die Toten Hosen – Am Anfang war der Lärm. Rowohlt, Reinbek bei Hamburg 2014, ISBN 978-3-498-07379-4.
- Schönwald. Piper Verlag, München 2023, ISBN 978-3-492-07190-1. Als Hörbuch erschienen bei ROOF Music/tacheles!, Bochum 2023, ISBN 978-3-86484-805-6.